# Georges Las Vergnas
Pour les articles homonymes, voir Las Vergnas.
Georges Las Vergnas (né le 29 avril 1911 à Saint-Junien (Haute-Vienne), décédé le 23 janvier 1986 dans le 20e arrondissement de Paris) était prêtre du diocèse de Limoges, et plus précisément vicaire à la cathédrale, quand il perdit la foi au sortir de la Seconde Guerre Mondiale. Son ouvrage central, Jésus-Christ a-t-il existé?, est un classique de la thèse mythiste, qui soutient que le personnage central du christianisme n'a eu aucune existence historique, même sous les traits d'un prophète voire d'un révolutionnaire.